# メイラント (DD-31)
|          |                                    |
| 艦歴     |                                    |
| 発注     |                                    |
| 起工     | 1909年4月22日                      |
| 進水     | 1910年6月23日                      |
| 就役     | 1911年2月21日                      |
| 退役     | 1919年12月12日                     |
| その後   | 1935年6月28日に売却                |
| 除籍     | 1935年3月8日                       |
| 性能諸元 |                                    |
| 排水量   | 742トン                            |
| 全長     | 293 ft 11 in (89.6 m)              |
| 全幅     | 26 ft 11 in (8.2 m)                |
| 吃水     | 8 ft 4 in (2.5 m)                  |
| 機関     | 重油専焼缶4基                      |
| 最大速   | 29.5ノット (55 km/h)               |
| 乗員     | 士官、兵員89名                     |
| 兵装     | 3インチ砲5門 18インチ魚雷発射管6門 |

メイラント (USS Mayrant, DD-31) は、アメリカ海軍の駆逐艦。ポールディング級駆逐艦の1隻。艦名はジョン・メイラント大佐に因む。

## 艦歴
メイラントは1909年4月22日にペンシルベニア州フィラデルフィアのクランプ造船所で起工した。1910年4月23日にI・B・ベアード夫人（メイラント大佐の曾曾孫）によって命名、進水し、1911年7月12日に艦長C・P・ネルソン少佐の指揮下就役する。
整調後メイラントは短期間ニューイングランド沖で作戦活動に従事し、10月後半に南への巡航のためにロードアイランド州ニューポートを出航した。1912年1月9日にグアンタナモ湾に到着すると、カリブ海での冬季演習に参加し、その後同海域に留まって大西洋艦隊水雷小艦隊に所属、春まで様々な港を訪問した。5月14日にニューポートに帰還、1915年まで東海岸およびカリブ海での作戦活動に従事した。続いてキューバ沖での1915年の冬季演習を完了すると、オーバーホールのためブルックリン海軍工廠に向かい、5月20日に予備役となった。
1915年11月9日にメイラントはフィラデルフィアに移動し同地で係留される。1918年1月2日に再就役し、春に艦隊と合流するとメイラントは護衛艦として沿岸および大西洋を越えて作戦活動に従事した。第一次世界大戦の停戦が成立すると、メイラントは南方での冬季演習に向かい、その後大西洋中部沿岸を巡航、続いてサウスカロライナ州チャールストンのチャールストン海軍造船所に入渠、1919年6月21日に2度目の不活性化オーバーホールに入る、7月16日にチャールストンを出航、1919年12月12日にフィラデルフィアで退役した。フィラデルフィアに係留されたメイラントは1920年7月17日に DD-31 と指定され、1935年まで予備役艦隊で保管された。1935年3月8日、メイラントは除籍され、6月28日にバージニア州ノーフォークのM・ブロック・アンド・カンパニーに売却、8月21日に解体された。